# About Time (película)
About Time (Cuestión de tiempo, en Hispanoamérica; Una cuestión de tiempo, en España) es una película de comedia dramática y romántica británica de 2013 escrita y dirigida por Richard Curtis y protagonizada por Domhnall Gleeson, Rachel McAdams y Bill Nighy. La película trata sobre un joven con la capacidad de viajar en el tiempo que intenta cambiar su pasado con la esperanza de mejorar su futuro. La película se estrenó en el Reino Unido el 4 de septiembre de 2013. La película recibió críticas mixtas de los críticos. En taquilla, recaudó 87,1 millones de dólares frente a un presupuesto de 12 millones de dólares.

## Trama
Tim Lake (Domhnall Gleeson) crece en Cornualles en una casa junto al mar con su padre James (Bill Nighy), su madre Mary (Lindsay Duncan), su tío distraído Desmond (Richard Cordery) y su hermana de espíritu libre Katherine o " Kit Kat "(Lydia Wilson). A los 21 años, Tim se entera por su padre de que los hombres de su familia tienen la habilidad secreta de viajar en el tiempo a los momentos que han vivido antes. Para viajar en el tiempo deben estar en un espacio oscuro, apretar los puños y visualizar el recuerdo al que desean viajar. James desalienta a su hijo de usar su regalo para adquirir dinero o fama, y Tim decide que lo usará para mejorar su vida amorosa.
El verano siguiente, la amiga de Kit Kat, Charlotte (Margot Robbie) llega de visita. Tim se enamora al instante, pero espera hasta el final de su estancia para decirle cómo se siente; y ella le dice que debería habérselo dicho antes. Tim viaja en el tiempo para contarle a Charlotte en medio de las vacaciones, pero ella dice que sería mejor esperar hasta su último día. Con el corazón roto, Tim se da cuenta de que ella no está interesada en él y que el viaje en el tiempo no puede cambiar la opinión de nadie.
Tim se muda a Londres para seguir una carrera como abogado, viviendo con un conocido de su padre, Harry (Tom Hollander), un dramaturgo misántropo. Tim visita un restaurante, Dans le Noir, donde conoce a Mary (Rachel McAdams). Coquetean en la oscuridad, y luego Mary le da a Tim su número de teléfono. Tim regresa a casa para encontrar a Harry angustiado, cuya noche de estreno de su nueva obra ha sido arruinada por un actor que olvida sus líneas. Tim retrocede en el tiempo para arreglar las cosas, y la obra es un triunfo.
Tim intenta llamar a Mary, pero descubre que, al ayudar a Harry, la noche con Mary nunca ocurrió. Él recuerda la obsesión de Mary con Kate Moss y la encuentra una semana después en una exhibición sobre dicha modelo, pero descubre que ahora tiene novio. Tim descubre cuándo y dónde se conocieron, aparece temprano y la convence de que se vaya con él. Su relación se desarrolla y Tim se muda con Mary. Se encuentra con Charlotte, que ahora parece interesada en él, pero Tim la rechaza, dándose cuenta de que está realmente enamorado de Mary. Se casan y tienen una hija, a la que llaman Posy. Las dificultades de Kit Kat en la vida y su consumo de alcohol la llevan a chocar su auto el día del primer cumpleaños de Posy.
Cuando Kit Kat se recupera, Tim decide intervenir en su vida: evita el choque y lleva a Kit Kat a tiempo para evitar su infeliz relación con Jimmy (Tom Hughes). Se las arreglan para regresar al presente, donde Tim descubre que Posy nunca ha nacido y que en cambio tiene un hijo. James explica que no pueden cambiar los eventos antes del nacimiento de sus hijos y asegurarse de que el niño exacto aún sea concebido. Tim acepta que no puede cambiar la vida de su hermana cambiando su pasado; él permite que ocurra el choque, asegurando el nacimiento de Posy, y él y Mary ayudan a Kit Kat a mejorar su propia vida. Ella se establece con el amigo de Tim, Jay, y tiene un hijo propio. Tim y Mary tienen otro hijo, un bebé.
Tim se entera de que su padre tiene un cáncer terminal que el viaje en el tiempo no puede cambiar. Su padre lo conoce desde hace algún tiempo, pero siguió viajando en el tiempo para extender su vida de manera efectiva y pasar más tiempo con su familia. Le dice a Tim que viva cada día dos veces para ser verdaderamente feliz: primero, con todas las tensiones y preocupaciones cotidianas, pero la segunda vez notando cuán dulce puede ser el mundo. Tim sigue este consejo; su padre muere, pero Tim viaja al pasado para visitarlo cada vez que lo extraña.
Mary le dice a Tim que quiere un tercer hijo. Es reacio porque significa que no podrá volver a visitar a su padre. Tim le dice a su padre que ya no puede visitarlo, y juntos viajan de regreso para revivir un buen recuerdo de la primera infancia de Tim. Mary da a luz a una niña y Tim sabe que nunca podrá volver a ver a su padre. Tim se da cuenta de que es mejor vivir cada día una vez y apreciar la vida con su familia como si la estuviera viviendo por segunda vez.

## Personajes principales
- Domhnall Gleeson es Tim Lake.
- Rachel McAdams es Mary.
- Bill Nighy es James Lake.
- Tom Hollander es Harry Chapman.
- Lindsay Duncan es Mary Lake.
- Margot Robbie es Charlotte.
- Lydia Wilson es Kit Kat.
- Richard Cordery es el Tío Desmond.
- Joshua McGuire es Rory.
- Tom Hughes es Jimmy Kincade.
- Vanessa Kirby es Joanna.
- Will Merrick es Jay.
- Lisa Eichhorn es Jean.

- Jenny Rainsford es Polly.
- Richard Griffiths es el Abogado defensor en la obra (su última aparición cinematográfica).
- Richard E. Grant es el Abogado en la obra.

## Producción
Según la propia admisión de Curtis, la concepción de la idea "fue un crecimiento lento". La génesis de la idea surgió cuando Curtis estaba almorzando con un amigo y surgió el tema de la felicidad. Al admitir que no era realmente feliz en la vida, la conversación se volvió hacia él describiendo un día ideal. A partir de aquí Curtis se dio cuenta de que el día del almuerzo, para él, constituía uno de esos días, lo que lo llevó a decidir escribir una película sobre "cómo se logra la felicidad en la vida cotidiana". Pensando que el concepto era demasiado "simple", decidió agregar un elemento de viaje en el tiempo a la película.
Aunque la producción contrató varias casas de efectos para tratar de hacer que los efectos del viaje en el tiempo se sintieran más como un espectáculo, encontraron que el trabajo resultante era "completamente incorrecto" tonalmente y, en cambio, se centró en un enfoque más discreto. Curtis ha opinado "que al final resulta ser una especie de película de viajes en el tiempo anti-viajes en el tiempo. Utiliza todo el material de viajes en el tiempo pero sin que se sienta como una cosa de ciencia ficción en particular o sin sentir que el viaje en el tiempo realmente resuelve tu vida ".
Curtis ha dicho que es probable que la película sea su última película como director, pero que continuará en la industria cinematográfica.
Zooey Deschanel había estado en conversaciones para el papel de Mary, pero al final el papel fue dado a McAdams.

## Lanzamiento
La fecha de estreno inicial de la película (10 de mayo de 2013) se retrasó hasta el 1 de noviembre de 2013. Se estrenó el 8 de agosto de 2013 como parte de la serie de cine al aire libre Film4 Summer Screen en la histórica Somerset House de Londres. Fue lanzado en el Reino Unido el 4 de septiembre de 2013. Recibió un lanzamiento limitado en los Estados Unidos el 1 de noviembre, con un lanzamiento general el 8 de noviembre de 2013.
La película se convirtió en un éxito sorpresa en Corea del Sur, donde fue vista por más de 3 millones de personas, una de las cifras más altas entre las películas extranjeras de comedia romántica estrenadas en Corea. Allí recaudó un total de $ 23,434,443, el total más alto del país.

## Recepción
About Time obtuvo en el sitio web de agregación de reseñas Rotten Tomatoes le da a la película una calificación del 68%, basada en 158 reseñas, con una calificación promedio de 6,36 / 10. El consenso crítico del sitio dice: "Bellamente filmado y descaradamente sincero, About Time encuentra al director Richard Curtis en su forma más sentimental". Metacritic, que utiliza un promedio ponderado, asignó una puntuación de 55 sobre 100, según las reseñas de 34 críticos, que indica "reseñas mixtas o promedio".
Catherine Shoard de The Guardian comparó la película con Groundhog Day y señaló que "es lo más cercano a casa que un homenaje puede estar sin llamar al equipo de derechos de autor" y describe a Domhnall Gleeson como un "pelirrojo Hugh Grant", que "al principio, es desconcertante; a medida que About Time avanza, el encanto innato de Gleeson brilla a través y esta extraña desconexión se vuelve bastante convincente". Shoard le dio a la película 2 estrellas de 5. Robbie Collin de The Daily Telegraph elogió la sincronización cómica de McAdams y Gleeson, pero criticó la película, comparándola con una colcha, calificándola de "suave, deshilachada en los bordes y muy cómoda" y le da 3 estrellas de 5.
Leslie Felperin de Variety calificó la película de "tranquilizadoramente insulsa" y dice que hay una sensación de déjà vu especialmente para cualquiera que haya visto a The Time Traveler's Wife también coprotagonizada por McAdams. A diferencia de esa película, ella no tiene conocimiento de sus poderes en About Time, lo que resulta en una "falta fundamental de honestidad en su relación". Felperin señaló que el esnobismo inverso británico desanimaría a muchos de esta y otras películas de Curtis, pero que esto sería un problema menor entre los anglófilos estadounidenses y aquellos dispuestos a suspender la incredulidad, tomando a los personajes como versiones británicas de los habitantes de Manhattan de Woody Allen (pero con menos angustia)". Felperin elogió la química de la pareja principal "que mantiene la película en alto" y el elenco secundario, al tiempo que criticó a los personajes de serie por ser demasiado familiares.
Los críticos han señalado los agujeros de la trama de la película relacionados con el viaje en el tiempo; el tamaño o la cantidad de huecos en la trama varía según el revisor. Kate Erbland de Film School Rejects señaló: "Las reglas y limitaciones del don de Tim no son exactamente estrictas y rápidas, y el último tercio de la película está plagado de complicaciones que nunca se explican del todo. Las reglas que antes se aplicaban de repente no se aplican... las reglas de viaje en el tiempo no son exactamente estrictas y en ocasiones son confusas". Megan Gibson, escribiendo en la revista Time, dijo que los fanáticos de la ciencia ficción se desanimarían por "abrir brechas en la trama del viaje en el tiempo", sugiriendo nuevamente que las reglas del padre de Tim se rompen repetidamente: Mark Kermode estuvo de acuerdo en que Curtis "establece sus reglas compromiso, solo para romperlos de cualquier manera cada vez que la perspectiva de un abrazo extra asoma". Otros críticos que estuvieron de acuerdo incluyen a Steve Cummins del Irish Post (la película está "plagada de huecos en la trama"), Matthew Turner de View London (una "desagradable acumulación de huecos en la trama y problemas de lógica") y el crítico de The Independent, que calificó la explicación del viaje en el tiempo como "sorprendentemente inadecuada" y afirmó que "Curtis sigue dejando preguntas sin respuesta – una y otra vez".

## Banda sonora
| N.º | Título                                      | Artista                                                | Duración |  |
| 1.  | «The Luckiest» (About Time version)         | Ben Folds                                              | 4:04     |  |
| 2.  | «How Long Will I Love You?»                 | Jon Boden, Sam Sweeney & Ben Coleman                   | 2:46     |  |
| 3.  | «Mid Air»                                   | Paul Buchanan                                          | 2:28     |  |
| 4.  | «At the River» (Radio Edit)                 | Groove Armada                                          | 3:10     |  |
| 5.  | «Friday I'm in Love»                        | The Cure                                               | 3:34     |  |
| 6.  | «Back To Black» (Explicit)                  | Amy Winehouse                                          | 4:00     |  |
| 7.  | «Gold in them Hills»                        | Ron Sexsmith                                           | 3:31     |  |
| 8.  | «The About Time Theme»                      | Nick Laird-Clowes                                      | 2:22     |  |
| 9.  | «Into My Arms»                              | Nick Cave & The Bad Seeds                              | 4:13     |  |
| 10. | «Il Mondo»                                  | Jimmy Fontana                                          | 2:42     |  |
| 11. | «Golborne Road»                             | Nick Laird-Clowes                                      | 2:16     |  |
| 12. | «Push the Button»                           | Sugababes                                              | 3:37     |  |
| 13. | «All the Things She Said» (Original Edited) | t.A.T.u.                                               | 3:35     |  |
| 14. | «When I Fall In Love»                       | Barbar Gough, Sagat Guirey, Andy Hamill & Tim Herniman | 3:02     |  |
| 15. | «Spiegel im Spiegel»                        | Arvo Pärt                                              | 9:24     |  |
| 16. | «How Long Will I Love You?»                 | Ellie Goulding                                         | 2:34     |  |